# Frank Bielka

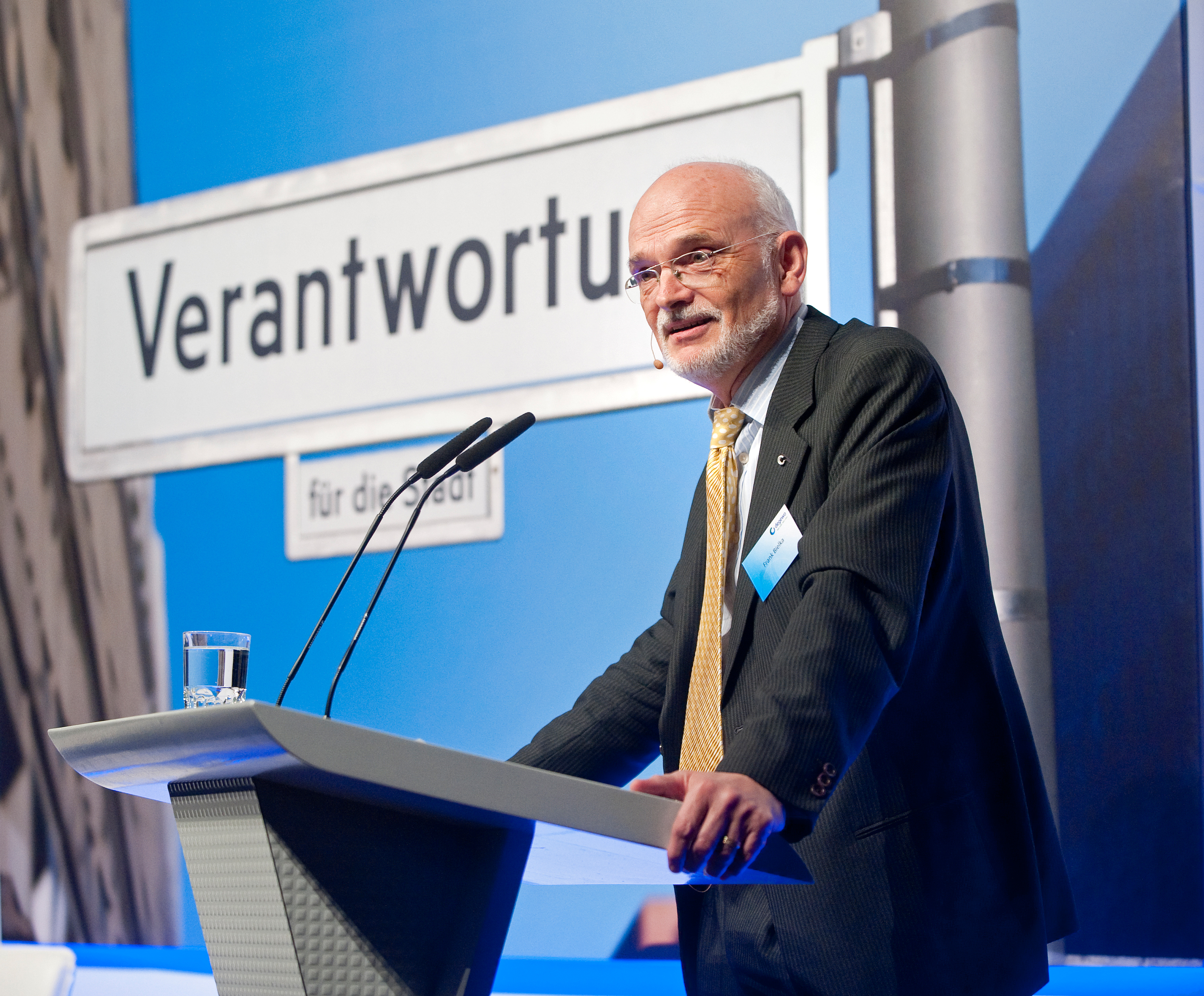
Frank Bielka

Frank Bielka (* 22. Oktober 1947 in Berlin) war Vorstandsmitglied der Berliner Wohnungsbaugenossenschaft IDEAL. Von 2003 bis 2014 war er Vorstandsmitglied der größten Berliner Wohnungsbaugesellschaft Degewo mit 75.000 Wohnungen.

## Leben und Beruf
Frank Bielka besuchte Schulen in Neukölln und Kreuzberg. Im Jahr 1967 absolvierte er sein Abitur, anschließend begann er eine Lehre als Kaufmann in einem Zeitungs- und Zeitschriftenverlag. Es folgte ein Studium der Betriebswirtschaftslehre an der TU Berlin (1969–74).
Nach seinem Studium arbeitete er als wissenschaftlicher Assistent der SPD-Fraktion (1974–1979) und anschließend als Referent der Senatoren für Inneres (1979–1981) und für Bau- und Wohnungswesen. Seine politische Karriere begann als Bezirksstadtrat für Jugend und Sport in Berlin-Neukölln (1985–89). In dieser Zeit hat er maßgeblich ein Neubauprogramm für Kindertagesstätten gefördert und für die Sanierung von Sportplätzen im Bezirk gesorgt. Anschließend war er von 1989 bis zum Wechsel in die Landesregierung 1991 Bezirksbürgermeister von Berlin-Neukölln. Im Zuge der Wiedervereinigung organisierte er die Unterstützung des Ost-Berliner Nachbarbezirks Treptow und baute Städtepartnerschaften im ehemaligen Ostblock auf, so im tschechischen Ústí nad Orlicí und in Puschkin bei Sankt Petersburg.
Zwölf Jahre war er Staatssekretär in der Senatsverwaltung für Bau- und Wohnungswesen (1991–1996), Staatssekretär in der Senatsverwaltung für Finanzen (1996–1999) und dann noch Staatssekretär in der Senatsverwaltung für Stadtentwicklung (1999–2001), um 2001 wieder Staatssekretär in der Senatsverwaltung für Finanzen zu werden. Hier hat er sich insbesondere für die Entwicklungsgebiete Adlershof und Eldenaer Straße eingesetzt und ein Konzept für die Konzentration städtischer Wohnungsbaugesellschaften entwickelt. Bielka hat den Bau der roten Info-Box am Leipziger Platz initiiert und ein Konzept für den innovativen Liegenschaftsfonds des Landes Berlin entwickelt. Darüber hinaus verantwortete er die Sanierung des Berliner Olympiastadions.
Bis zum Jahr 2002 war er Aufsichtsratsvorsitzender des kommunalen Wohnungsunternehmens Degewo, von 2003 bis 2014 Mitglied des Vorstands.
Bei der Degewo trieb er maßgeblich das Projekt Stadtumbau Ost in Marzahn voran. Von November 2002 bis Ende 2009 riss die Degewo in Marzahn rund 3500 Wohnungen ab und baute 1160 um. Ebenfalls wurden auf Bielkas Initiative hin die Bildungsverbünde in der Gropiusstadt und im Brunnenviertel gegründet. Unter seiner Leitung wurde erstmals in der Wohnungswirtschaft das Prinzip der Stadtrendite bei der Degewo eingeführt.
Unter Frank Bielka trieb die Degewo außerdem die energetische Modernisierung ihrer Bestände voran. In der Gropiusstadt und in Marienfelde investiert das Unternehmen seit 2010 insgesamt rund 200 Millionen Euro, um die Wohnungen und Wohngebäude zu sanieren. Parallel dazu forcierte die Degewo während Bielkas Amtszeit das Thema Neubau in Berlin. 2011 kündigte das Unternehmen an, auf Flächen aus dem eigenen Bestand Neubauten errichten zu wollen. In der Gropiusstadt wurde dafür ein städtebaulicher Wettbewerb durchgeführt, der ein Potenzial von bis zu 400 Wohnungen ausmachte.
Im Mai 2014 hat die Degewo als erstes kommunales Wohnungsunternehmen Anträge auf Wohnungsbaufördermittel beim Land Berlin gestellt. Im selben Monat zogen die ersten Mieter in den fertiggestellten Neubau in Mariengrün (Berlin-Marienfelde) ein. Weitere Projekte befinden sich im Bau.
Frank Bielka ist verheiratet und hat drei Kinder.

## Politik
Frank Bielka trat im Jahr 1968 in die SPD ein. In den Jahren 1986 bis 2004 war er Vorsitzender der SPD Neukölln und fast 20 Jahre Mitglied des Landesvorstandes.
Er war einer der führenden Köpfe des Britzer Kreises und zählte in seiner Zeit als Kreisvorsitzender und Sprecher dieses parteirechten Zirkels zu den einflussreichsten Politikern der Stadt. Begünstigt wurde die Stellung Bielkas durch das Berliner Wahlrecht mit den Bezirkslisten für das Abgeordnetenhaus. So hatte er in seiner Funktion als Kreisvorsitzender Einfluss auf die Zusammensetzung des Abgeordnetenhauses. Die SPD-Basis verhinderte den Einzug Walter Mompers in das Berliner Abgeordnetenhaus 1995.
Sein Wechsel im Jahr 2003 von der Politik in die Wirtschaft, in den Vorstand der größten Berliner Wohnungsbaugesellschaft degewo, die sich noch in städtischem Eigentum befindet, sorgte für starke Diskussionen. Hauptkritikpunkt war die Tatsache, dass Frank Bielka zuvor in seiner Funktion als Staatssekretär Aufsichtsratsvorsitzender der degewo war, und es kurz vor seinem Wechsel zu einer Erhöhung der Vorstandsbezüge kam. Bielka sah sich nicht nur der Kritik der Opposition ausgesetzt, sondern auch aus den eigenen Reihen, jedoch wurde sein Gehalt nicht von ihm selbst, sondern vom neuen Aufsichtsratsvorsitzenden festgesetzt und war niedriger als das seines Vorgängers.
Im Zusammenhang mit dem Bauprojekt Adlershofer Tor und der Annahme von Freikarten für die VIP-Lounge von Hertha BSC geriet Frank Bielka zunächst in die Kritik und auch ins Visier der Staatsanwaltschaft. Im Juli 2006 wurden die Ermittlungen wegen des Verdachts auf Bestechlichkeit in Zusammenhang mit dem Projekt „Adlershofer Tor“ eingestellt. 2007 entlastete die Staatsanwaltschaft Berlin Frank Bielka vom Vorwurf der Untreue. Die Ermittlungen hatten weder ein korruptes Verhalten noch sonstiges eigennütziges Verhalten Frank Bielkas ergeben. Vielmehr wurde sein Bemühen hervorgehoben, eine Gefährdung des Berliner Landeshaushaltes zu vermeiden und das projektbezogene Risiko für die Stadt zu mindern.
Frank Bielka war maßgeblich an der von der Finanzsenatorin Annette Fugmann-Heesing umgesetzten Sparpolitik beteiligt.

## Fragwürdige Informationspolitik
Während seiner Zeit als Staatssekretär beantwortete Frank Bielka die Kleine Anfrage der Abgeordneten Barbara Oesterheld zum Thema „Asbest immer noch Geheimthema“. Er sah zu dieser Zeit keine Notwendigkeit, Mieter über asbesthaltige Floorflex-Platten zu informieren. Auf die Frage Nr. 3 von Frau Oesterheld, „Wie wurden in der Vergangenheit Mieterinnen und Mieter über den sachgemäßen Umgang mit diesen Flexplatten informiert?“ antwortete Frank Bielka: „Da bei bestimmungsgemäßen Umgang mit dem Vermietereigentum keine Gefährdung besteht, erfolgt keine Mieterinformation.“
Einige Mieter entfernten die asbesthaltigen Böden, ohne sich der Gefahren bewusst zu sein. Im Jahr 2018 rügte das Berliner Landgericht die Degewo, wegen dieser mangelhaften Informationspolitik.